# Таранго, Джефф
Джеффри Гейл (Джефф) Таранго (англ. Jeffrey Gail «Jeff» Tarango; род. 20 ноября 1968, Манхаттан-Бич, Калифорния) — американский теннисист, теннисный тренер, спортивный комментатор и функционер. Бывшая десятая ракетка мира в парном разряде; финалист одного турнира Большого шлема в парном разряде (Roland Garros-1999); победитель 16 турниров АТР (из них два — в одиночном разряде); финалист одного юниорского турнира Большого шлема в парном разряде (US Open-1986).

## Игровая карьера
Теннисная карьера Джеффа Таранго включает выход в финал турнира Гран-при в 1988 году ещё в ранге теннисиста-любителя. Это произошло на турнире в Ливингстоне (Нью-Джерси), где 19-летний Таранго, занимавший в мировом мужском рейтинге место в середине третьей сотни, победил по ходу 28-ю ракетку мира Слободана Живоиновича, прежде чем проиграть в финале Андре Агасси — четвёртому в мировой табели о рангах. В это время Таранго учился в Стэнфорде, где был одним из ведущих игроков университетской сборной. Три года подряд, с 1987 по 1989 год, он включался в состав символической любительской сборной США, а в 1988 и 1989 годах выигрывал с университетом командный чемпионат NCAA. После этого в 1989 году он перешёл в профессионалы.
1991 год Таранго закончил на подступах к первой сотне рейтинга, а на следующий год выиграл два турнира АТР-тура, в ноябре поднявшись в рейтинге до 42-го места. Среди соперников, которых он побеждал в этом сезоне, были восьмая ракетка мира Петр Корда (в первом круге Открытого чемпионата Австралии) и ряд игроков первой двадцатки. Дальнейшая одиночная карьера Таранго уже не включала в себя побед в турнирах АТР, но он продолжал оставаться игроком первой сотни рейтинга почти постоянно вплоть до 1999 года. Ещё дважды (в 1994 и 1999 годах) ему удавалось выйти в финал турниров АТР, а к числу обыгранных им соперников добавились в 1998 году Евгений Кафельников — шестая ракетка мира, которого Таранго победил на супертурнире в Майами, — и девятая ракетка мира Кароль Кучера.
Тем не менее самым громким эпизодом в одиночной карьере Таранго стал матч третьего круга на Уимблдонском турнире 1995 года. Американец, впервые пробившийся в третий круг на Уимблдоне, играл против немецкого теннисиста Александра Мронца. Перед этим он сыграл матч в парном разряде, в ходе которого его противник Тим Хенмен был дисквалифицирован (в том числе и по настоянию Таранго), и английская публика старательно его освистывала, мстя за своего любимца. Наконец Таранго не выдержал и предложил зрителям заткнуться. Судья матча, француз Бруно Ребё, вынес ему предупреждение за «прилюдную непристойность». Таранго вступил в спор сначала с Ребё, а затем и с контролёром турнира, и в конце концов назвал француза «самым продажным судьёй в теннисе». В ответ Ребё оштрафовал его на очко, стоившее Таранго гейма на своей подаче. После этого Таранго бросил на корт мячи, собрал ракетки и покинул стадион, а Ребё дисквалифицировал его; Таранго также был автоматически дисквалифицирован в парном разряде. После ухода Таранго с корта его жена, Бенедикта, ударила судью по лицу. За свою выходку Таранго был в общей сложности оштрафован более чем на 63 тысячи долларов, включавшие немедленный штраф в 15,5 тысяч, штраф от Международной федерации тенниса (ITF) в размере 28 256 долларов и штраф от Ассоциации теннисистов-профессионалов (АТР) на сумму в 20 тысяч. ITF также лишила его права участвовать в двух следующих турнирах Большого шлема, включая предстоящий Уимблдонский турнир 1996 года. Наложенный на Таранго штраф оставался рекордным для турниров Большого шлема почти 15 лет — до 2009 года, когда Серена Уильямс была оштрафована более чем на 80 тысяч долларов. В 1998 году Таранго был оштрафован на три тысячи долларов за своё поведение в проигранном матче первого круга Открытого чемпионата Австралии против Патрика Рафтера.
С середины 1990-х годов Таранго успешно выступал в парном разряде, выиграв до 2001 года 14 турниров АТР-тура, в 1999 году дойдя до финала, а в 2001 году — до полуфинала Открытого чемпионата Франции. Наиболее успешными были его выступления в паре с чехом Даниэлем Вацеком (три победы в четырёх финалах в 1998 и 1999 годах) и австралийцем Майклом Хиллом (две победы в шести финалах в 2000 и 2001 годах, а также полуфинал Открытого чемпионата Франции в 2001 году). В финале Открытого чемпионата Франции 1999 года с ним играл хорват Горан Иванишевич. В конце сезона 1999 года Таранго, за этот год выигравший шесть турниров с тремя разными партнёрами, ненадолго вошёл в парном рейтинге АТР в первую десятку. В последние годы карьеры он выступал только в парах, с июня 2001 года сыграв в одиночном разряде только один матч. В январе 2003 года Таранго объявил, что это его последний сезон в АТР-туре, и подвёл черту под карьерой в августе по ходу Открытого чемпионата США.

## Положение в рейтинге в конце года
| Разряд    | 1988 | 1989 | 1990 | 1991 | 1992 | 1993 | 1994 | 1995 | 1996 | 1997 | 1998 | 1999 | 2000 | 2001 | 2002 | 2003 |
| --------- | ---- | ---- | ---- | ---- | ---- | ---- | ---- | ---- | ---- | ---- | ---- | ---- | ---- | ---- | ---- | ---- |
| Одиночный | 96   | 137  | 131  | 106  | 45   | 91   | 78   | 76   | 106  | 49   | 73   | 55   | 112  | 323  |      |      |
| Парный    | 487  | 481  | 248  | 604  | 527  | 224  | 163  | 42   | 54   | 75   | 52   | 17   | 37   | 14   | 62   | 99   |

## Выступления на турнирах

### Финалы турниров серии Гран-при иATPв одиночном разряде (6)
| Легенда                                                |
| ------------------------------------------------------ |
| Большой шлем (0)                                       |
| Чемпионат мира АТР (0)                                 |
| ATP Мастерс (0+1)                                      |
| ATP Championship Series / ATP International Gold (0+2) |
| ATP World / ATP International (2+12)                   |
| Гран-при (0)                                           |

| Титулы по покрытиям | Титулы по месту проведения матчей турнира |
| ------------------- | ----------------------------------------- |
| Хард (2+6)          | Зал (0+4)                                 |
| Грунт (0+6)         | Зал (0+4)                                 |
| Трава (0)           | Открытый воздух (2+10)                    |
| Ковёр (0+2)         | Открытый воздух (2+10)                    |

| Результат | №  | Дата             | Турнир                     | Покрытие | Соперник в финале | Счёт           |
| --------- | -- | ---------------- | -------------------------- | -------- | ----------------- | -------------- |
| Поражение | 1. | 15 августа 1988  | Ливингстон, США            | Хард     | Андре Агасси      | 2-6 4-6        |
| Поражение | 2. | 15 апреля 1991   | Сеул, Республика Корея     | Хард     | Патрик Баур       | 4-6 6-1 6-7(5) |
| Победа    | 1. | 30 декабря 1991  | Веллингтон, Новая Зеландия | Хард     | Александр Волков  | 6-1 6-0 6-3    |
| Победа    | 2. | 12 октября 1992  | Тель-Авив, Израиль         | Хард     | Стефан Симиан     | 4-6 6-3 6-4    |
| Поражение | 3. | 12 сентября 1994 | Бордо, Франция             | Хард     | Уэйн Феррейра     | 0-6 5-7        |
| Поражение | 4. | 26 июля 1999     | Умаг, Хорватия             | Грунт    | Магнус Норман     | 2-6 4-6        |

### Финалы турниров Большого шлема в парном разряде (1)
| Результат | №  | Год  | Турнир        | Покрытие | Партнёр          | Соперники в финале         | Счёт    |
| --------- | -- | ---- | ------------- | -------- | ---------------- | -------------------------- | ------- |
| Поражение | 1. | 1999 | Roland Garros | Грунт    | Горан Иванишевич | Махеш Бхупати Леандер Паес | 2-6 5-7 |

### Финалы турнировATPв парном разряде (26)
| Результат | №   | Дата             | Турнир                  | Покрытие | Партнёр          | Соперники в финале                | Счёт              |
| --------- | --- | ---------------- | ----------------------- | -------- | ---------------- | --------------------------------- | ----------------- |
| Поражение | 1.  | 13 июня 1994     | Санкт-Пёльтен, Австрия  | Грунт    | Адам Малик       | Войтех Флегл Эндрю Флорент        | 6-3 1-6 4-6       |
| Победа    | 1.  | 24 апреля 1995   | Сеул, Республика Корея  | Хард     | Себастьен Ларо   | Джошуа Игл Эндрю Флорент          | 6-3 6-2           |
| Победа    | 2.  | 17 июля 1995     | Вашингтон, США          | Хард     | Оливье Делатр    | Петр Корда Цирил Сук              | 1-6 6-3 6-2       |
| Победа    | 3.  | 11 сентября 1995 | Бухарест, Румыния       | Грунт    | Марк Кил         | Даниэль Вацек Цирил Сук           | 6-4 7-6           |
| Победа    | 4.  | 8 июля 1996      | Бостад, Швеция          | Грунт    | Давид Экерот     | Джошуа Игл Петер Нюборг           | 6-4 3-6 6-4       |
| Победа    | 5.  | 9 сентября 1996  | Бухарест, Румыния (2)   | Грунт    | Давид Экерот     | Дэвид Адамс Менно Остинг          | 7-6 7-6           |
| Поражение | 2.  | 7 апреля 1997    | Британский Гонконг      | Хард     | Карстен Браш     | Даниэль Вацек Мартин Дамм         | 3-6 4-6           |
| Поражение | 3.  | 12 января 1998   | Окленд, Новая Зеландия  | Хард     | Том Нейссен      | Патрик Гэлбрайт Бретт Стивен      | 4-6 2-6           |
| Поражение | 4.  | 27 июля 1998     | Лос-Анджелес, США       | Хард     | Даниэль Вацек    | Патрик Рафтер Сэндон Столл        | 4-6 4-6           |
| Победа    | 6.  | 9 ноября 1998    | Москва, Россия          | Ковёр(i) | Джаред Палмер    | Даниэль Вацек Евгений Кафельников | 6-4 6-7 6-3       |
| Победа    | 7.  | 11 января 1999   | Окленд, Новая Зеландия  | Хард     | Даниэль Вацек    | Иржи Новак Давид Рикл             | 7-5 7-5           |
| Победа    | 8.  | 8 февраля 1999   | Санкт-Петербург, Россия | Ковёр(i) | Даниэль Вацек    | Менно Остинг Андрей Павел         | 3-6 6-3 7-5       |
| Победа    | 9.  | 12 апреля 1999   | Токио, Япония           | Хард     | Даниэль Вацек    | Уэйн Блэк Брайан Макфи            | 4-3 — отказ       |
| Поражение | 5.  | 24 мая 1999      | Roland Garros           | Грунт    | Горан Иванишевич | Махеш Бхупати Леандер Паес        | 2-6 5-7           |
| Победа    | 10. | 5 июля 1999      | Бостад, Швеция (2)      | Грунт    | Дэвид Адамс      | Никлас Култи Микаэль Тилльстрём   | 7-6(6) 6-4        |
| Победа    | 11. | 13 сентября 1999 | Борнмут, Великобритания | Грунт    | Дэвид Адамс      | Михаэль Кольман Никлас Култи      | 6-3 6-7(5) 7-6(5) |
| Победа    | 12. | 27 сентября 1999 | Тулуза, Франция         | Хард(i)  | Оливье Делатр    | Дэвид Адамс Джон-Лаффни де Ягер   | 6-3 7-6(2) 6-4    |
| Поражение | 6.  | 10 января 2000   | Окленд, Новая Зеландия  | Хард     | Оливье Делатр    | Рик Лич Эллис Феррейра            | 5-7 4-6           |
| Поражение | 7.  | 9 октября 2000   | Токио, Япония           | Хард     | Майкл Хилл       | Махеш Бхупати Леандер Паес        | 4-6 7-6(1) 3-6    |
| Победа    | 13. | 20 ноября 2000   | Брайтон, Великобритания | Хард(i)  | Майкл Хилл       | Пол Голдстейн Джим Томас          | 6-3 7-5           |
| Поражение | 8.  | 12 февраля 2000  | Марсель, Франция        | Хард(i)  | Майкл Хилл       | Жюльен Бутте Фабрис Санторо       | 6-7(7) 5-7        |
| Победа    | 14. | 9 апреля 2001    | Касабланка, Марокко     | Грунт    | Майкл Хилл       | Пабло Альбано Дэвид Макферсон     | 7-6(2) 6-3        |
| Поражение | 9.  | 9 июля 2001      | Гштад, Швейцария        | Грунт    | Майкл Хилл       | Марат Сафин Роджер Федерер        | 1-0 — отказ       |
| Поражение | 10. | 16 июля 2001     | MercedesCup             | Грунт    | Майкл Хилл       | Гильермо Каньяс Райнер Шуттлер    | 6-4 6-7(1) 4-6    |
| Поражение | 11. | 1 октября 2001   | Москва, Россия          | Ковёр(i) | Махеш Бхупати    | Максим Мирный Сэндон Столл        | 3-6 0-6           |
| Поражение | 12. | 15 октября 2001  | Stuttgart Masters       | Хард(i)  | Эллис Феррейра   | Максим Мирный Сэндон Столл        | 6-7(0) 6-7(4)     |

## Дальнейшая карьера
Уже в последний год своей игровой карьеры Джефф Таранго совмещал выступления с тренерской работой. В это время он работал с марокканцем Юнесом эль-Айнауи, который под его руководством дошёл до четвертьфинала на Открытом чемпионате Австралии 2003 года. Заканчивая игровую карьеру, Таранго заявил, что не намерен работать тренером, поскольку хочет спокойно жить с женой и пятилетней дочерью Ниной. После нескольких лет работы в страховом бизнесе, однако, он вернулся в теннис. Таранго тренировал двух молодых американских теннисистов Райана Тэтчера и Эдварда Келли, для чего даже вернулся на корт, играя со своими подопечными в парных турнирах. В 2008 году в паре с Келли Таранго выиграл турнир класса ITF Futures. Среди теннисистов, с которыми он работал в качестве тренера, были ещё один американец Винсент Спейди и Мария Шарапова. Джефф до сих пор время от времени выходит на корт в ветеранских соревнованиях и в 2014 году даже выиграл одиночный титул на национальном чемпионате США в возрастной группе 45 лет и старше.
Таранго активно участвует в работе Ассоциации тенниса Соединённых Штатов (USTA), где с 2011 года входил в совет директоров. Он также был представителем USTA в Олимпийском комитете США, а позже его вице-председателем. Таранго работает в качестве спортивного комментатора с такими телевизионными сетями, как BBC, ESPN, Fox Sports и Tennis Channel. Он живёт в своём родном городе Манхэттен-Бич (Калифорния) с женой и пятью детьми.